# Phacellodomus sibilatrix
A Phacellodomus sibilatrix a madarak (Aves) osztályának verébalakúak (Passeriformes) rendjébe és a fazekasmadár-félék (Furnariidae) családjába tartozó faj.

## Rendszerezése
A fajt Philip Lutley Sclater angol ügyvéd és zoológus írta le 1838-ban.

## Előfordulása
Dél-Amerikában, Argentína, Bolívia, Paraguay és Uruguay területén honos. Természetes élőhelyei a szubtrópusi és trópusi száraz erdők, szavannák és cserjések. Állandó, nem vonuló faj.

## Megjelenése
Testhossza 14 centiméter, testtömege 14-16 gramm.

## Természetvédelmi helyzete
Az elterjedési területe nagyon nagy, egyedszáma ugyan csökken, de még nem éri el a kritikus szintet. A Természetvédelmi Világszövetség Vörös listáján nem fenyegetett fajként szerepel.